# Anomis flava
Anomis flava là một loài bướm đêm thuộc họ Erebidae. Nó được tìm thấy ở large parts of the world, bao gồm Trung Quốc, Hawaii, São Tomé và Principe, quần đảo Society, Thái Lan và Úc (New South Wales, đảo Norfolk, Lãnh thổ Bắc Úc, Queensland và Tây Úc). Subspecies Anomis flava fimbriago được tìm thấy ở Bắc Mỹ.
Sải cánh dài khoảng 28 mm.
Ấu trùng ăn Hibiscus rosa-sinensis, Hibiscus cannabinus và Legnephora moorei và Gossypium hirsutum.

## Hình ảnh

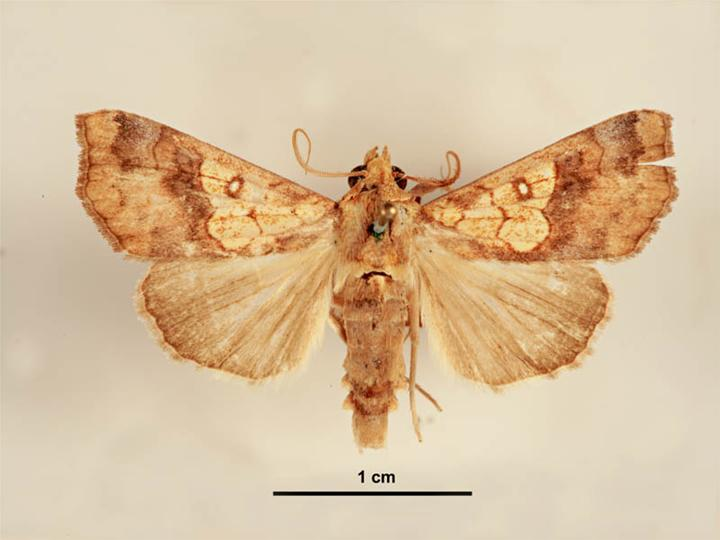
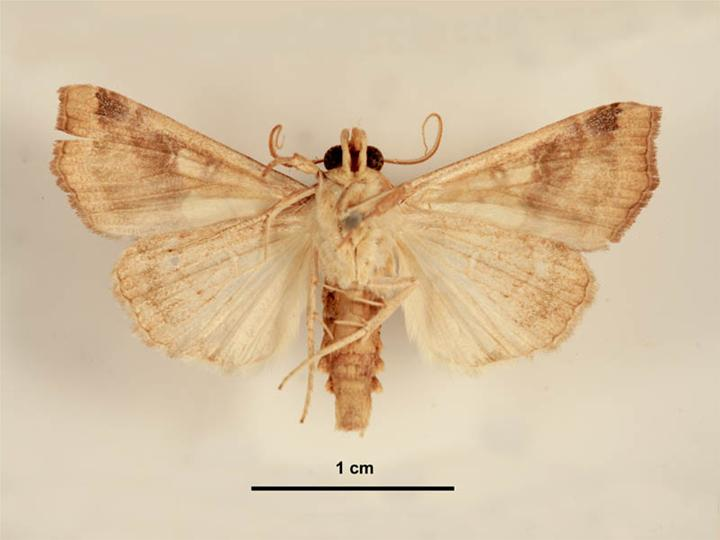
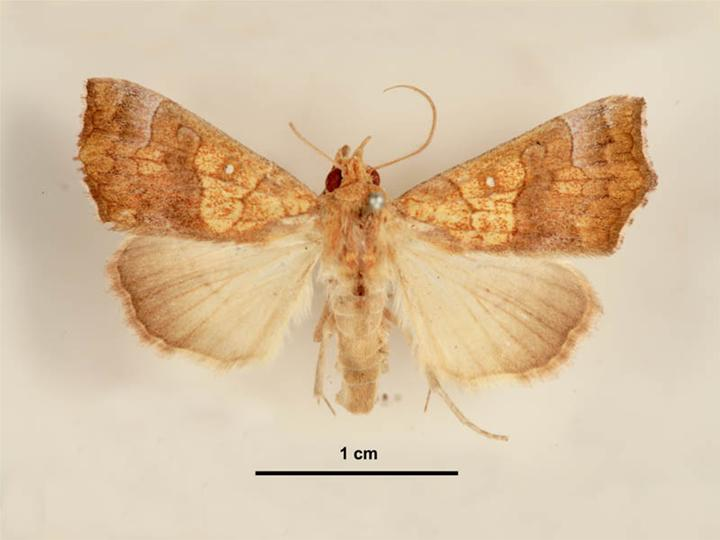
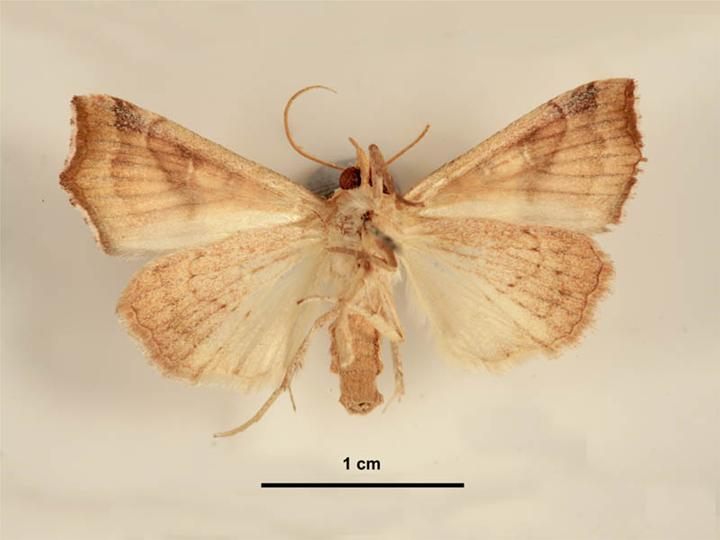
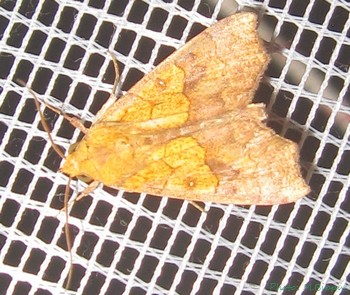
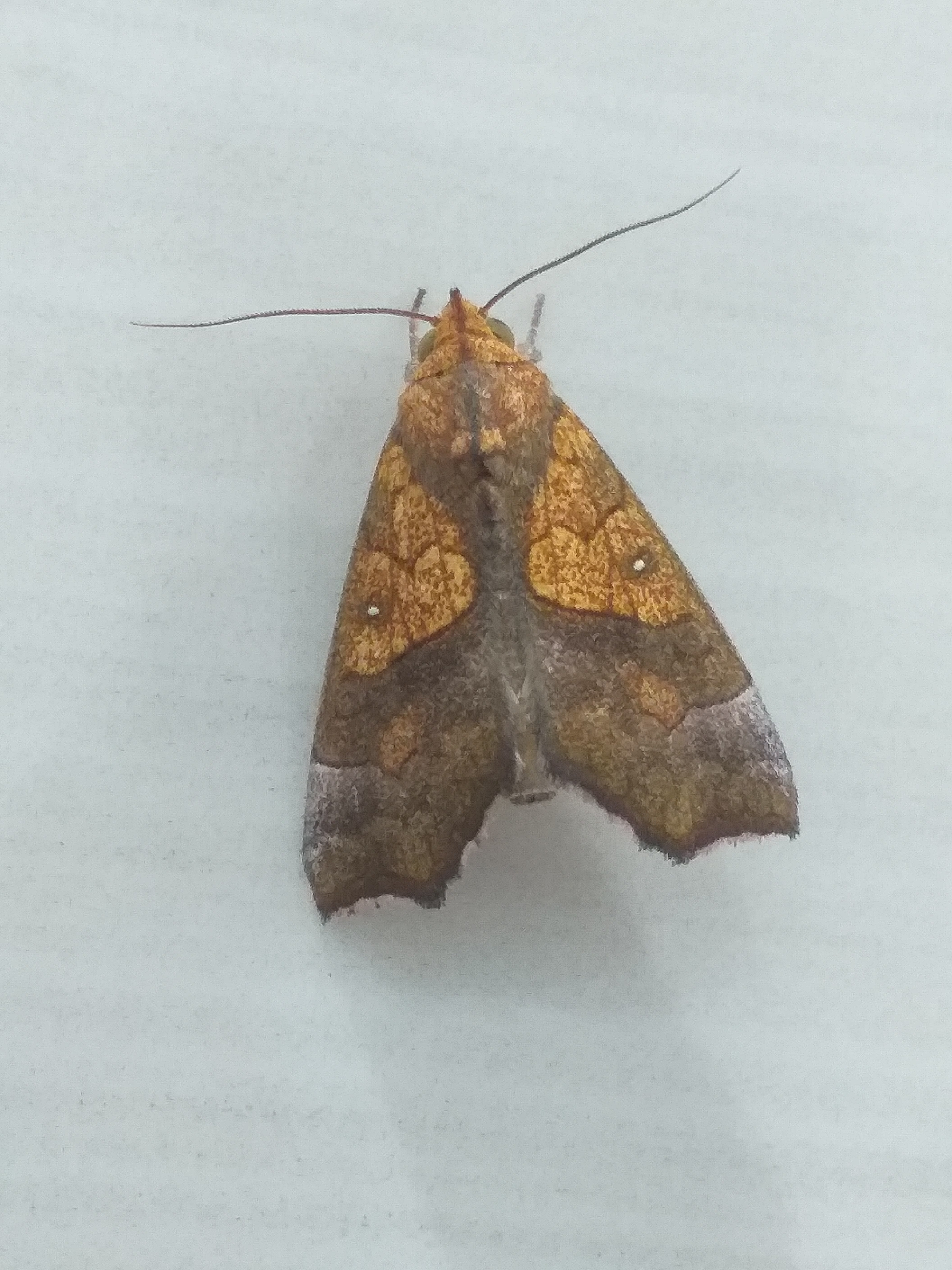

## Phụ loài
- Anomis flava flava
- Anomis flava fimbriago